# Ach Gott, wie manches Herzeleid, BWV 3
Ach Gott, wie manches Herzeleid , BWV 3, é uma cantata sacra composta por Johann Sebastian Bach.
Foi composta em  Leipzig no final de 1724 para o segundo domingo depois da Epifania de 1725, e foi apresentada pela primeira vez em 14 de janeiro deste ano.
O texto prescrito para este dia está em Romanos 12: 6-16 e João 2: 1-11.
O texto da cantata compreende a letra do hino publicado por Martin Moller em 1587, nos movimentos 1, 2 e 6. O autor dos versos 3-5 é desconhecido.
O tema do Coral (Zahn 533a) é a linha melódica de Herr Jesu Christ, meins Lebens Licht II, que aparece pela primeira vez em 1455 no Liederbuch de  Wolflin Lochamer, publicado em Nuremberga.

## Estrutura
A peça está escrita para corne, trombone, oboé d'amore I/II, violinos I/II , viola, and basso continuo, quatro canntores solistas (soprano, altus, tenor, and baixo) e coro a quatro vozes. Nos eguintes movimentos:
1. (Coro): "Ach Gott, wie manches Herzeleid" para coro, oboe d'amore I/II e trombone col Basso, violino I/II, viola, e continuo.
2. Recitativo: "Wie schwerlich lässt sich Fleisch und Blut" para solistas e continuo.
3. Aria: "Empfind ich Höllenangst und Pein" para baixo e continuo.
4. Recitativo: "Es mag mir Leib und Geist verschmachten" para tenor e continuo.
5. Aria (Dueto): "Wenn Sorgen auf mich dringen" para soprano e altus, oboes d'amore em uníssono, violino I, e continuo.
6. Chorale: "Erhalt mein Herz im Glauben rein" para coro, violino I, corno e oboes d'amore I/II col Soprano, violino II coll'Alto, viola col Tenore, e continuo.

## Texto
| 1. (Coro) Ach Gott, wie manches Herzeleid Begegnet mir zu dieser Zeit! Der schmale Weg ist trübsalvoll, Den ich zum Himmel wandern soll. | 2. Recitativo (solistas) Wie schwerlich lässt sich Fleisch und Blut So nur nach Irdischem und Eitlem trachtet Und weder Gott noch Himmel achtet, Zwingen zu dem ewigen Gut! Da du, o Jesu, nun mein alles bist, Und doch mein Fleisch so widerspenstig ist. Wo soll ich mich denn wenden hin? Das Fleisch ist schwach, doch will der Geist; So hilf du mir, der du mein Herze weißt. Zu dir, o Jesu, steht mein Sinn. | Wer deinem Rat und deiner Hilfe traut, Der hat wohl nie auf falschen Grund gebaut, Da du der ganzen Welt zum Trost gekommen, Und unser Fleisch an dich genommen, So rettet uns dein Sterben Vom endlichen Verderben. Drum schmecke doch ein gläubiges Gemüte Des Heilands Freundlichkeit und Güte. | 3. Aria (baixo) Empfind ich Höllenangst und Pein, Doch muss beständig in dem Herzen Ein rechter Freudenhimmel sein. Ich darf nur Jesu Namen nennen, Der kann auch unermessne Schmerzen Als einen leichten Nebel trennen. |

| 4. Recitativo (tenor) Es mag mir Leib und Geist verschmachten, Bist du, o Jesu, mein Und ich bin dein, Will ichs nicht achten. Dein treuer Mund Und dein unendlich Lieben, Das unverändert stets geblieben, Erhält mir noch den ersten Bund, Der meine Brust mit Freudigkeit erfüllet Und auch des Todes Furcht, des Grabes Schrecken stillet. Fällt Not und Mangel gleich von allen Seiten ein, Mein Jesus wird mein Schatz und Reichtum sein. | 5. Aria (Duetto) (soprano, altus) Wenn Sorgen auf mich dringen, Will ich in Freudigkeit Zu meinem Jesu singen. Mein Kreuz hilft Jesus tragen, Drum will ich gläubig sagen: Es dient zum besten allezeit. | 6. Chorale Erhalt mein Herz im Glauben rein, So leb und sterb ich dir allein. Jesu, mein Trost, hör mein Begier, O mein Heiland, wär ich bei dir. |

## Gravações
- Bach Aria Group - Cantatas, Arias & Choruses [C-10] - Sop.: Lois Marshall; Alt.: Maureen Forrester; Ten.: Richard Lewis; Bass-Bar.: Norman Farrow; Bach Aria Group Chorus & Orchestra; Brian Priestman, conductor. Label: Vox
- Bach Cantatas Vol. 19: Greenwich/Romsey - Sop.: Joanne Lunn; Alt.: Richard Wyn Roberts; Ten.: Julian Podger; Bass: Gerald Finley; Monteverdi Choir / English Baroque Soloists; John Eliot Gardiner, conductor. Label: Soli Deo Gloria
- Bach Edition Vol. 12 - Cantatas Vol. 6 - Sop.: Ruth Holton; Alt.: Sytse Buwalda; Ten.: Knut Schoch; Bass: Bas Ramselaar; Holland Boys Choir / Netherlands Bach Collegium; Pieter Jan Leusink, conductor. Label: Brilliant Classics
- Die Bach Kantate Vol. 22 - Sop.: Arleen Augér; Alt.: Gabriele Schreckenbach; Ten.: Lutz-Michael Harder; Bass: Philippe Huttenlocher; Gächinger Kantorei Stuttgart / Bach-Collegium Stuttgart; Helmuth Rilling, conductor. Label: Hänssler
- J.S. Bach: Complete Cantatas Vol. 15 - Sop.: Sandrine Piau; Alt.: Bogna Bartosz; Ten.: Paul Agnew; Bass: Klaus Mertens; Amsterdam Baroque Orchestra & Choir; Ton Koopman, conductor. Label: Antoine Marchand
- J.S. Bach: Das Kantatenwerk - Sacred Cantatas Vol. 1 - Boy Sop.: unnamed soloist of the Wiener Sängerknaben; Alt.: Paul Esswood; Ten.: Kurt Equiluz; Bass: Max van Egmond; Wiener Sängerknaben & Chorus Viennensis (Chorus Master: Hans Gillesberger) / Concentus Musicus Wien; Nikolaus Harnoncourt, conductor. Label: Teldec